# Brémoncourt

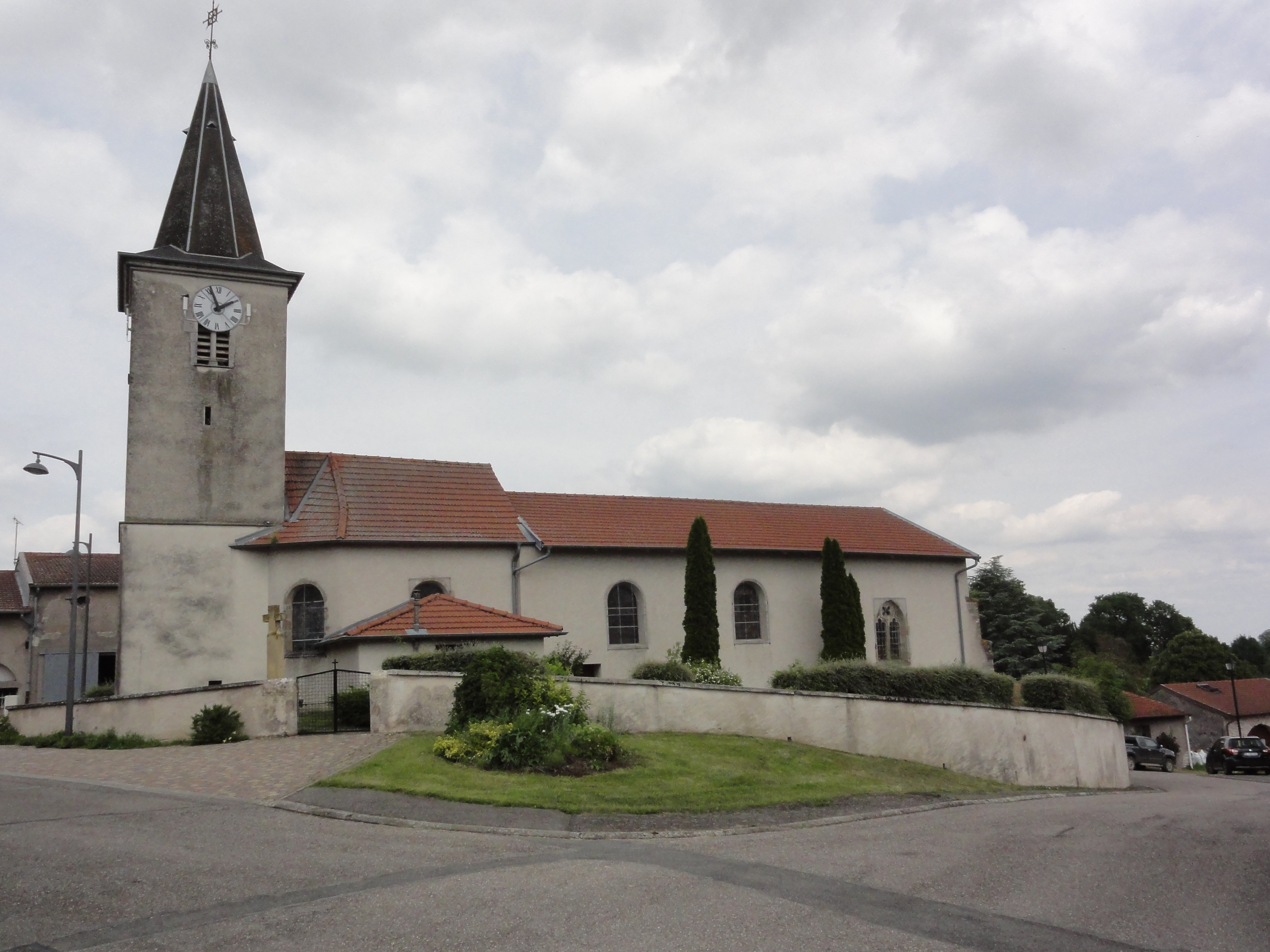
Kościół św. Remigiusza (2016)

Brémoncourt – miejscowość i gmina we Francji, w regionie Grand Est, w departamencie Meurthe i Mozela.
Według danych na rok 1990 gminę zamieszkiwały 144 osoby, a gęstość zaludnienia wynosiła 27 osób/km² (wśród 2335 gmin Lotaryngii Brémoncourt plasuje się na 901. miejscu pod względem liczby ludności, natomiast pod względem powierzchni na miejscu 981.).

## Populacja

Populacja Brémoncourt w latach 1962–2008